# Warren Nunatak
Warren Nunatak är en nunatak i Antarktis. Den ligger i Västantarktis. Chile gör anspråk på området. Toppen på Warren Nunatak är 687 meter över havet.
Terrängen runt Warren Nunatak är varierad. Trakten är obefolkad. Det finns inga samhällen i närheten.